# Eros in concert
Eros in concert è il primo disco dal vivo del cantautore italiano Eros Ramazzotti, pubblicato il 28 ottobre 1991. L'album racconta e raccoglie le varie serate del tour europeo  dell'album In ogni senso. Nell'album sono presenti, oltre ai successi del cantante, anche i due brani inediti Seguimi (brano scartato dall'album precedente e riproposto con un nuovo arrangiamento e una leggera modifica al testo del ritornello) e Ancora vita. Il disco ha venduto oltre un milione di copie.

## Tracce
CD 1 (o Lato A e B, per vinile)
1. Intro
2. Terra Promessa
3. Nuovi Eroi
4. Un Cuore Con Le Ali
5. Emozione Dopo Emozione
6. Completamente Enamorados
7. Fuggo Dal Nulla
8. Adesso tu
9. Seguimi (Inedito)
10. Se bastasse una canzone
11. C'e Una Strada In Cielo
12. Toma La Luna
13. Amore Contro
14. Taxi Story
15. Dolce Barbara

CD 2 (o Lato C e D, per vinile)
1. Andare... in Ogni Senso
2. Fantástico Amor
3. La Luce Buona Delle Stelle
4. Occhi Di Speranza
5. Amarte Es Total
6. Musica è
7. Libertà Libertà
8. Ciao Pà
9. Canzoni Lontane
10. Una Historia Importante
11. Cantico
12. Ancora vita (Inedito)

## Musicisti
- Eros Ramazzotti: voce
- Michele Ascolese: chitarra acustica
- Marco Forni: tastiera, pianoforte
- Franco Ventura: chitarra elettrica
- Roberto Rossi: tastiera
- Elio Rivagli: batteria
- Andrea Braido: chitarra elettrica
- Flavio Scopaz: basso
- Sandro Comini: trombone
- Paride Sforza: sax
- Jacopo Jacopetti: sax
- Moreno Ferrara: cori, seconda voce in Andare... in ogni senso e Una historia importante
- Nadia Biondini: cori, seconda voce in La luce buona delle stelle
- Antonella Bucci: cori, seconda voce in Amarte es total
- Emanuela Cortesi: cori, vocalizzi in Libertà libertà
- Giancarlo Grand: cori

## Musicisti negli inediti
- Eros Ramazzotti: voce
- Maurizio Bassi: tastiera, sequencer
- Candelo Cabezas: percussioni
- Giorgio Cocilovo: chitarra acustica, chitarra elettrica
- Celso Valli: tastiera, programmazione
- Paolo Gianolio: basso, programmazione, chitarra acustica, chitarra elettrica, tastiera
- Gaetano Leandro: tastiera, programmazione
- Lele Melotti: batteria
- Pino Palladino: basso
- Claudio Pascoli: sax tenore
- Rudy Trevisi: congas, sax
- Antonella Melone: cori
- Nadia Biondini: cori
- Stefano Melone: cori
- Antonella Pepe: cori
- Giancarlo Grand:  cori

## Classifiche

### Classifiche settimanali
| Classifica (1991) | Posizione massima |
| ----------------- | ----------------- |
| Belgio            | 6                 |
| Europa            | 23                |
| Germania          | 37                |
| Italia            | 1                 |
| Paesi Bassi       | 22                |
| Spagna            | 16                |
| Svizzera          | 21                |

### Classifiche di fine anno
| Classifica (1991) | Posizione |
| ----------------- | --------- |
| Italia            | 21        |